# Philosophie der Informatik
Die Philosophie der Informatik ist ein Teilgebiet der Philosophie, der sich mit philosophischen Fragen, die durch das Studium der Informatik aufkommen, befasst. Hierbei handelt es sich nicht nur um Programmierung, sondern um die vollständige Erforschung von Konzepten und Methoden, die die Entwicklung und Wartung von Computer Systemen unterstützt. Laut Matti Tedre, gibt es noch kein allgemeines Verständnis von Inhalt, Ziel, Fokus oder Thematik der Philosophie der Informatik.
Die Philosophie der Informatik an sich befasst sich mit Meta-Aktivität, die mit der Entwicklung von Konzepten und Methoden assoziiert wird, sprich mit der die Computer-Systeme implementiert und analysiert werden.